# كريستيان ميندي
كريستيان ميندي (بالفرنسية: Christian Mendy)‏ (7 نوفمبر 1984 - ) هو لاعب كرة قدم سنغالي في مركز الهجوم. لعب مع ديبورتيفو ألافيس وراسينغ كولومب وستاد لافال ونادي النجم الأحمر سانت أوين ونادي مارتيغ وSO Romorantin ‏ وEntente Feignies Aulnoye FC ‏.

## وصلات خارجية
- كريستيان ميندي على موقع قاعدة بيانات كرة القدم.إي يو (الإنجليزية)
- كريستيان ميندي على موقع ليكيب (الفرنسية)
- كريستيان ميندي على موقع Soccerway.com (الإنجليزية)
- كريستيان ميندي على موقع عالم كرة القدم.نت (الإنجليزية)
- كريستيان ميندي على موقع GSA (الإنجليزية)